# Schistura personata
Schistura personata är en fiskart som beskrevs av Maurice Kottelat 2000. Schistura personata ingår i släktet Schistura och familjen grönlingsfiskar. IUCN kategoriserar arten globalt som nära hotad. Inga underarter finns listade i Catalogue of Life.